# Apophylia zoiai
Apophylia zoiai es un insecto coleóptero de la familia Chrysomelidae.
Fue descrita científicamente por primera vez en 2005 por Bezdek.